# Andrei Abdulaiyev
Andrei Abdulaiyev (San Petersburgo, Rusia, 30 de junio de 1966) fue un atleta tayiko de origen ruso, especializado en la prueba de lanzamiento de martillo en la que llegó a ser campeón mundial en 1993 y en 1995.

## Carrera deportiva
En los JJ. OO. de Barcelona 1992 ganó el oro en lanzamiento de martillo.
En el Mundial de Stuttgart 1993 ganó la medalla de oro en el lanzamiento de martillo, con una marca de 81.64 metros que fue récord de Asia, por delante del bielorruso Igor Astapkovich y el húngaro Tibor Gécsek.
Dos años después, en el Mundial de Gotemburgo 1995 volvió a ganar el oro en la misma prueba, de nuevo por delante de Igor Astapkovich y húngaro Tibor Gécsek.